# NGC 6072
NGC 6072 est une nébuleuse planétaire située dans la constellation du Scorpion. Elle a été découverte par l'astronome britannique John Herschel en 1837.

## Observation
Avec une magnitude visuelle de 11,7, on ne peut pas observer cette nébuleuse avec des jumelles. Il faut utiliser un télescope dont l'ouverture est d'au moins 200 mm.

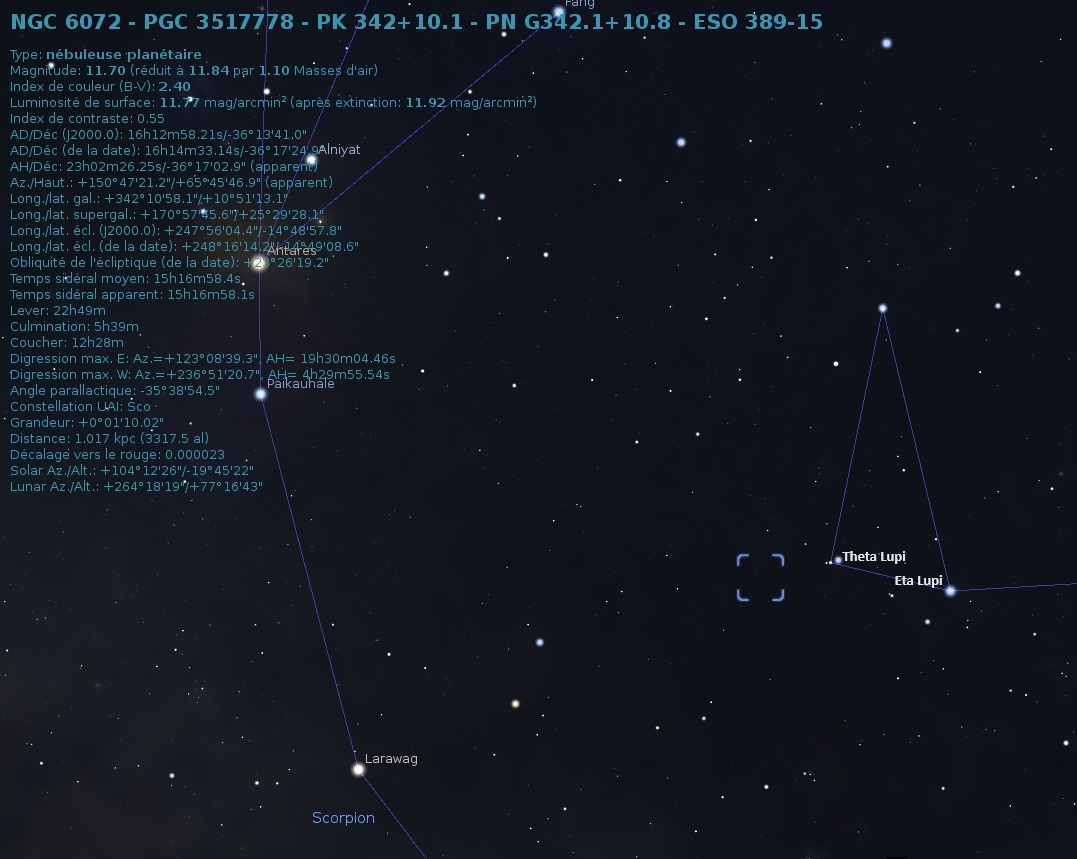
Emplacement de NGC 6072 dans la constellation du Scorpion.

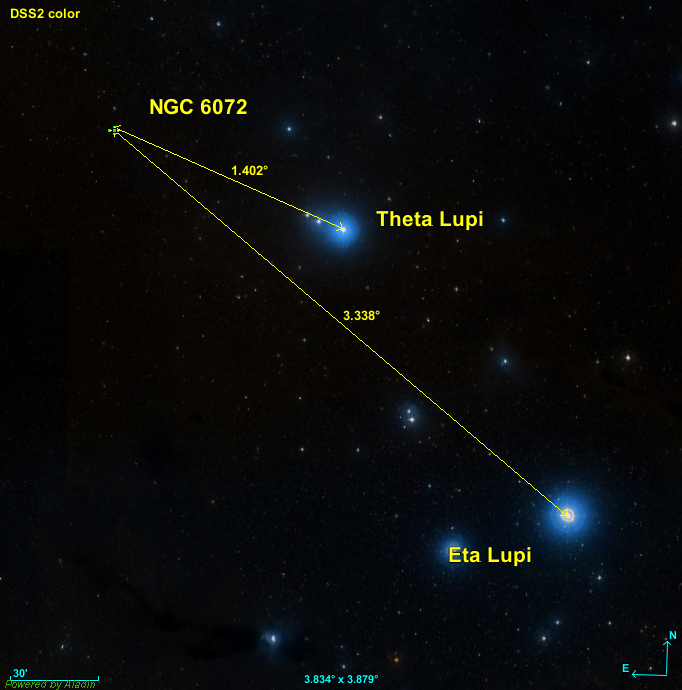
Position de NGC 6072 par rapport à deux étoiles.

La nébuleuse NGC 6072 est dans la constellation du Scorpion, mais très près de la frontière de la constellation du Loup. Aussi les deux étoiles les plus brillantes à proximité sont dans cette dernière constellation, Theta Lupi à environ 1,4° au sud-ouest et Eta Lupi à environ 3,3° aussi au sud-est de la nébuleuse.

## Caractéristiques

### Distance taille et vitesse
Le logiciel en ligne Aladin Lite permet de consulter les données astronomiques de plusieurs catalogues, dont le « GAIA EARLY DATA RELEASE 3 (GAIA EDR3) ». Pour NGC 6072, Gaia EDR3, la parallaxe de NGC 6072 est égale à 1,086 3 ± 0,199 5 mas, ce qui correspond à une distance de 921 +207
−143 pc.
Dans le domaine du visible, cette nébuleuse apparaît elliptique et, dans sa dimension la plus grande, elle mesure 1,6′. Compte tenu de la distance et grâce à un calcul simple, cela équivaut à une taille réelle de {{1,40 +0,22
−0,31|al}}. Cependant, dans le domaine de l'infrarouge cette nébuleuse est un peu plus vaste, avec des dimension de 120′ × 70′, ce qui correspond à une taille réelle de 1,75 al × 1,0 al. 
On ne connait pas la vitesse de cette nébuleuse.

### Struture

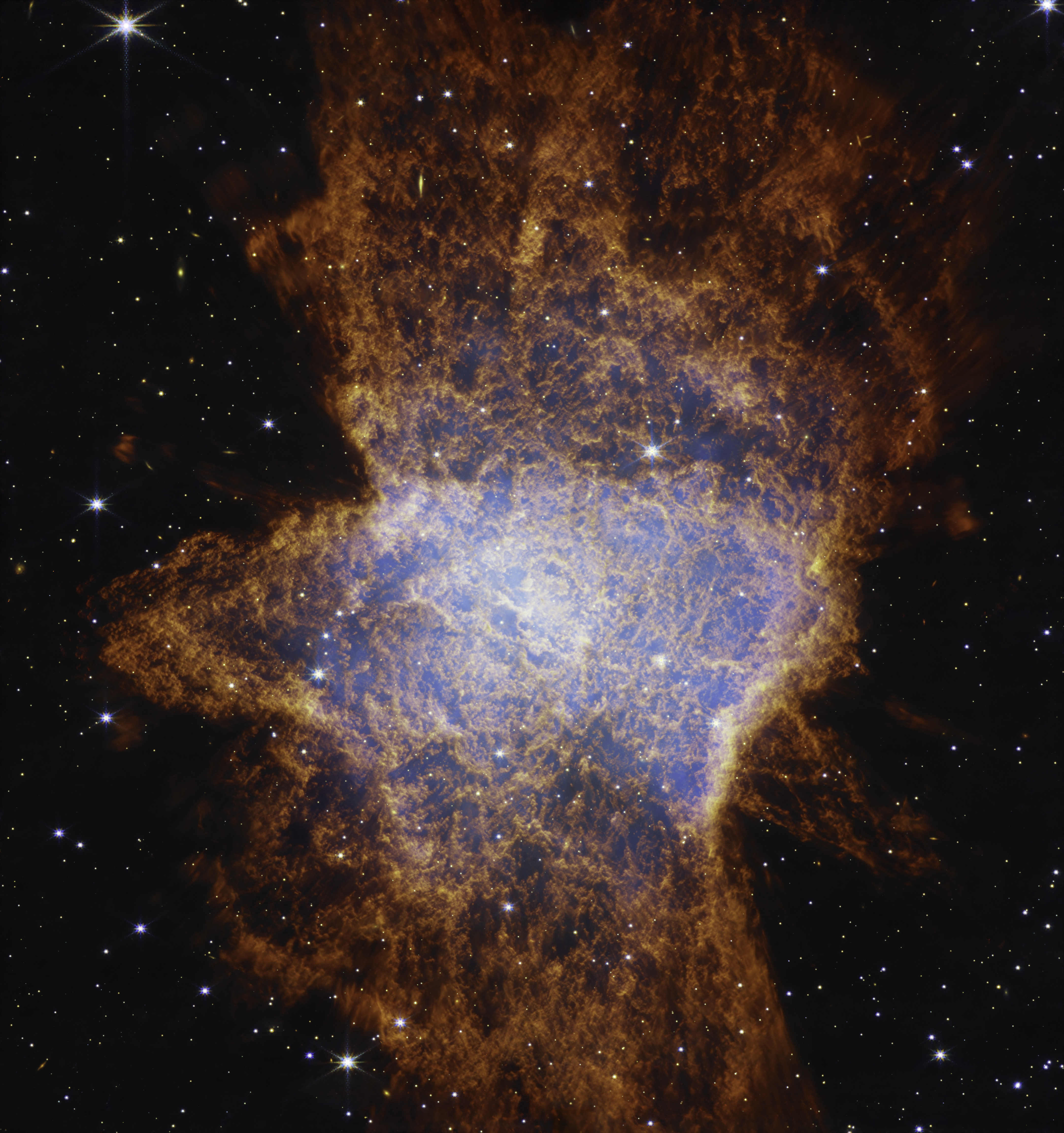
La nébuleuse planétaire NGC 6072 par le télescope spatial James Webb.
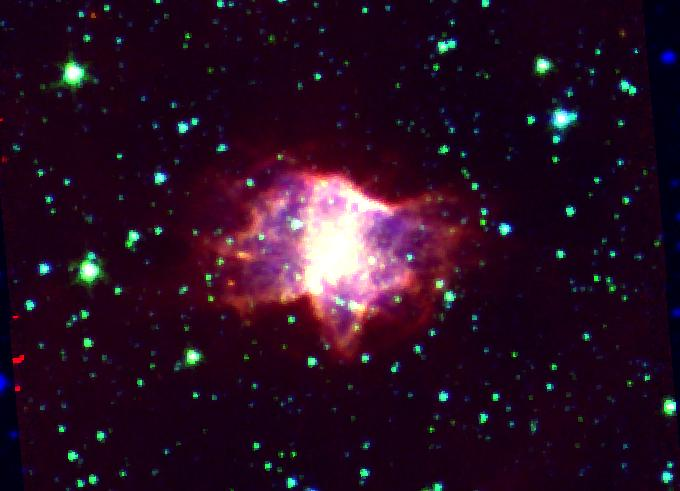
La nébuleuse planétaire NGC 6072 imagée dans le domaine des infrarouges par le télescope spatial Spitzer.

NGC 6072 a l'apparence d'un anneau elliptique dans la direction nord-sud avec de faible extension est-ouest. Cet anneau est la source d'une forte émission du CO et sa vitesse d'expansion est d'environ 15 km/s. La masse de la nébuleuse déduite des observations du CO serait de 0,22 {\displaystyle M_{\odot }}. Une analyse détaillée dans l'infrarouge à l'aide du télescope spatial Spitzer a révélé la présence de trois paires de lobes bipolaires de part et d'autre d'un disque équatorial.
L'étude des images de NGC 6072 prises avant Webb avait révélé plusieurs écoulements probables ainsi que la présence de deux disques dans le complexe gazeux. L’image réalisée avec les données captées par Webb révèle de nouvelles caractéristiques, une extension du disque au centre à gauche. L’hypothèse la plus probable concernant l’origine de cette nébuleuse suggère que la complexité de la nébuleuse est causée ou amplifiée par de multiples explosions d'une étoile d'un système à plusieurs étoiles proche du centre. 

### Étoile centrale
Selon Freeman et ses collègues, la température de l'étoile centrale avoisine les 140 kK. Le rayon et l'âge de la nébuleuse sont respectivement d'environ 0,23 pc et de 23 000 ans. La morphologie de la nébuleuse est multipolaire.
Selon un article plus récent (2021), la magnitude visuelle de l'étoile centrale est égale à 18,47 et sa masse est estimée à 2,409 {\displaystyle M_{\odot }}. Sa température de surface atteint les 141 kK ({\displaystyle Log(T_{eff})=5,15}) et sa luminosité est égale à 204 {\displaystyle L_{\odot }} ({\displaystyle Log(L/L{\odot })=2,31}). Le rayon de la nébuleuse est estimé à 0,178 pc et son âge est de 3 940 ans.
Selon Mata et al. (2016), la température de l'étoile centrale est égale 140 000 K. Selon Gathier et Pottasch (1988), la magnitude dans le bleu de cette étoile serait de 19,2.